# Tony Moore
Tony Moore (ur. 20 grudnia 1978 w Lexington) – amerykański rysownik komiksowy i autor okładek komiksowych, twórca pierwszych sześciu zeszytów i pierwszych 24 okładek serii Żywe trupy dla Image Comics oraz większości zeszytów serii Fear Agent dla Dark Horse Comics.
Dla tego pierwszego wydawnictwa narysował również one-shoty Brit oraz Brit: Cold Death oraz serię XXXombies, a dla drugiego – antologie 9-11 oraz The Goon: Noir.
W Marvel Comics był autorem komiksów z serii Ghost Rider, Punisher oraz Venom.
Za rysunki dla serii Żywe trupy był dwukrotnie nominowany do Nagrody Eisnera – w kategorii Best New Series oraz Best Cover Artist.